# ميك ليونارد
ميك ليونارد (بالإنجليزية: Mick Leonard)‏ هو لاعب كرة قدم بريطاني في مركز الهجوم، ولد في 19 أكتوبر 1953. لعب مع نادي سلتيك.